# ОШ „Јован Цвијић” Змињак
ОШ „Јован Цвијић” основна школа у Змињаку. Налази се на адреси Војводе Мишића 1. Школа има издвојено оделење у Петловачи.

## Опште информације
Садашњи објекат матичне школе завршен је 1988. године. Поред матичне школе у Змињаку, школу чини и издвојено оделење у Петловачи. Школа има симетричну структуру, састоји се од две школске јединице исте величине.

## Историјат
Основна школа у Змињаку и Петловачи почела је са радом у новембру 1841. године као једна од првих сто школа основаних у Србији. Школа је имала интернатски карактер и регионални значај. Интернатски облик рада је задржан преко три деценије, док се нису отвориле школе у Слепчевићу, Липолисту и Рибарима. 
Прве три школске зграде зидане су у склопу комплекса цркве Светог Вазнесења Господњег, између села Змињак и Петловача, где је и потписан „Контракт школски“, а четврта и касније зидане зграде налазиле су се на месту на коме је матична школа и данас.
У петак, 22.11.2024. године, када Основна школа „Јован Цвијић“ бележи јубилеј 183 године постојања, пригодним програмом обележен је Дан школе.

## Награде и признања
На свечаном пријему Епархије шабачке за директоре основних и средњих школа Преосвећени Епископ шабачки г. Јеротеј доделио је захвалницу Основној школи „Јован Цвијић“ као једној од три школе похваљене за изузетну сарадњу у погледу организовања и остваривања Верске наставе у току школске 2023/24. године.

## Галерија
- Матична школа
- Матична школа
- Матична школа
- Издвојено оделење у Петловачи
- Издвојено оделење у Петловачи
- Издвојено оделење у Петловачи
- Издвојено оделење у Петловачи